# Галуа (лунный кратер)
Кратер Галуа (лат. Galois) — огромный древний ударный кратер (бассейн) в южном полушарии обратной стороны Луны. Название присвоено в честь выдающегося французского математика, основателя современной высшей алгебры Эвариста Галуа (1811—1832) и утверждено Международным астрономическим союзом в 1970 г. Образование кратера относится к донектарскому периоду.

## Описание кратера
Ближайшими соседями кратера являются кратер Доплер на западе-северо-западе, кратер Королев на севере-северо-западе, кратер Мечников на севере-северо-востоке, кратер Пашен на востоке, кратер Вильзинг на юге и кратер Мохоровичич на западе-юго-западе. Селенографические координаты центра кратера 13°56′ ю. ш. 152°59′ з. д. / 13,94° ю. ш. 152,99° з. д., диаметр 232,0 км, глубина 3,1 км.
За время своего существования кратер значительно разрушен, вал кратера трудно различим, наиболее хорошо различима восточная часть вала. Среднее возвышение вала 2040 м. Чаша кратера сравнительно ровная, отмечена множеством импактов из которых выделяются два крупных сателлитных кратера Галуа A и Галуа L в центре чаши. Юго-западная часть чашт перекрыта большим сателлитным кратером Галуа Q. В северо-восточной части вала находится небольшой безымянный кратер с высоким альбедо, являющийся частью системы ярких лучей. Система лучей особенно хорошо заметна в своей северной части, где она пересекает чашу кратера Мечников.

## Сателлитные кратеры
| Галуа | Координаты                                              | Диаметр, км |
| ----- | ------------------------------------------------------- | ----------- |
| A     | 13°31′ ю. ш. 152°28′ з. д. / 13,52° ю. ш. 152,46° з. д. | 52,9        |
| B     | 10°56′ ю. ш. 151°45′ з. д. / 10,93° ю. ш. 151,75° з. д. | 20,3        |
| С     | 11°58′ ю. ш. 150°30′ з. д. / 11,97° ю. ш. 150,5° з. д.  | 23,0        |
| F     | 13°28′ ю. ш. 146°25′ з. д. / 13,46° ю. ш. 146,42° з. д. | 13,6        |
| H     | 14°46′ ю. ш. 150°48′ з. д. / 14,76° ю. ш. 150,8° з. д.  | 17,6        |
| L     | 15°04′ ю. ш. 151°54′ з. д. / 15,07° ю. ш. 151,9° з. д.  | 49,1        |
| M     | 15°13′ ю. ш. 153°26′ з. д. / 15,21° ю. ш. 153,44° з. д. | 16,5        |
| Q     | 14°51′ ю. ш. 154°28′ з. д. / 14,85° ю. ш. 154,46° з. д. | 134,0       |
| S     | 14°20′ ю. ш. 155°09′ з. д. / 14,34° ю. ш. 155,15° з. д. | 18,8        |
| U     | 12°47′ ю. ш. 154°44′ з. д. / 12,78° ю. ш. 154,73° з. д. | 36,7        |

- Образование сателлитных кратеров Галуа A, L и U относится к нектарскому периоду[1].
- Образование сателлитного кратера Галуа Q относится к донектарскому периоду[1].